# Helmintosi transmesa per terra
Les helmintosis transmeses per terra (en anglès Soil-transmitted helminthiasis, STH) són un tipus d'helmintosi que es transmet pel contacte amb matèria fecal present en la terra. En aquesta categoria s'hi inclouen: ascariosi, tricuriosi, ancilostomosi i necatorosi, entre d'altres. L'Organització Mundial de la Salut (OMS) les inclou a la llista de Malalties tropicals desateses. Les principals espècies de cucs responsables de l'helmintosi transmesa per terra són Ascaris, Trichuris, Necator americanus, Ancylostoma duodenale i Strongyloides stercoralis. Actualment hi ha 1.500 milions d'infectats.
L'helmintosi transmesa per terra es dona a l'Àfrica subsahariana, a Amèrica, a la Xina i a l'Àsia oriental. El risc de mortalitat és molt baix. Els símptomes més freqüents són anèmia, retard del creixement, problemes intestinals, manca d'energia i afectació del desenvolupament físic i cognitiu. Els infectats sovint tenen baix rendiment escolar. La gravetat dels símptomes depèn del nombre de cucs en el cos.
Els cucs paràsits es transmeten generalment per exposició a femta i sòls infectats, per exemple, a causa de la defecació a l'aire lliure. El tractament més freqüent és farmacològic. Es pot prevenir mitjançant la preparació higiènica dels aliments i ús d'aigua neta, millora del sanejament, ús periòdic d'antihelmíntics i educació per a la salut. L'Organització Mundial de la Salut recomana l'ús massiu d'antihelmíntics fins i tot sense diagnòstic previ.